# سمندر مائي
النيوط  أو سمندل الماء أو السمندر المائي (بالإنجليزية: Newt)‏ وهو سمندر يتبع أسرة السمندر المائي، ويوجد بكثرة في شمال أمريكا وأوروبا وآسيا. وتمر السمندرات بثلاث أطوار مختلفة خلال فترة حياتها وهي : اليرقة المائية. ثم السمندل غير البالغ البري(ويطلق عليه eft.). ثم السمندر البالغ . والسمندرات البالغة تملك جسما شبيها بجسم السحالي وهي تكون إما مائية تماما أو تعيش طوال حياتها في الماء، أو تعيش مؤقتا في الماء أو شبه مائية (تعيش في البر لكن تعود كل عام للماء حتى تتكاثر).

## خصائص البرمائيات

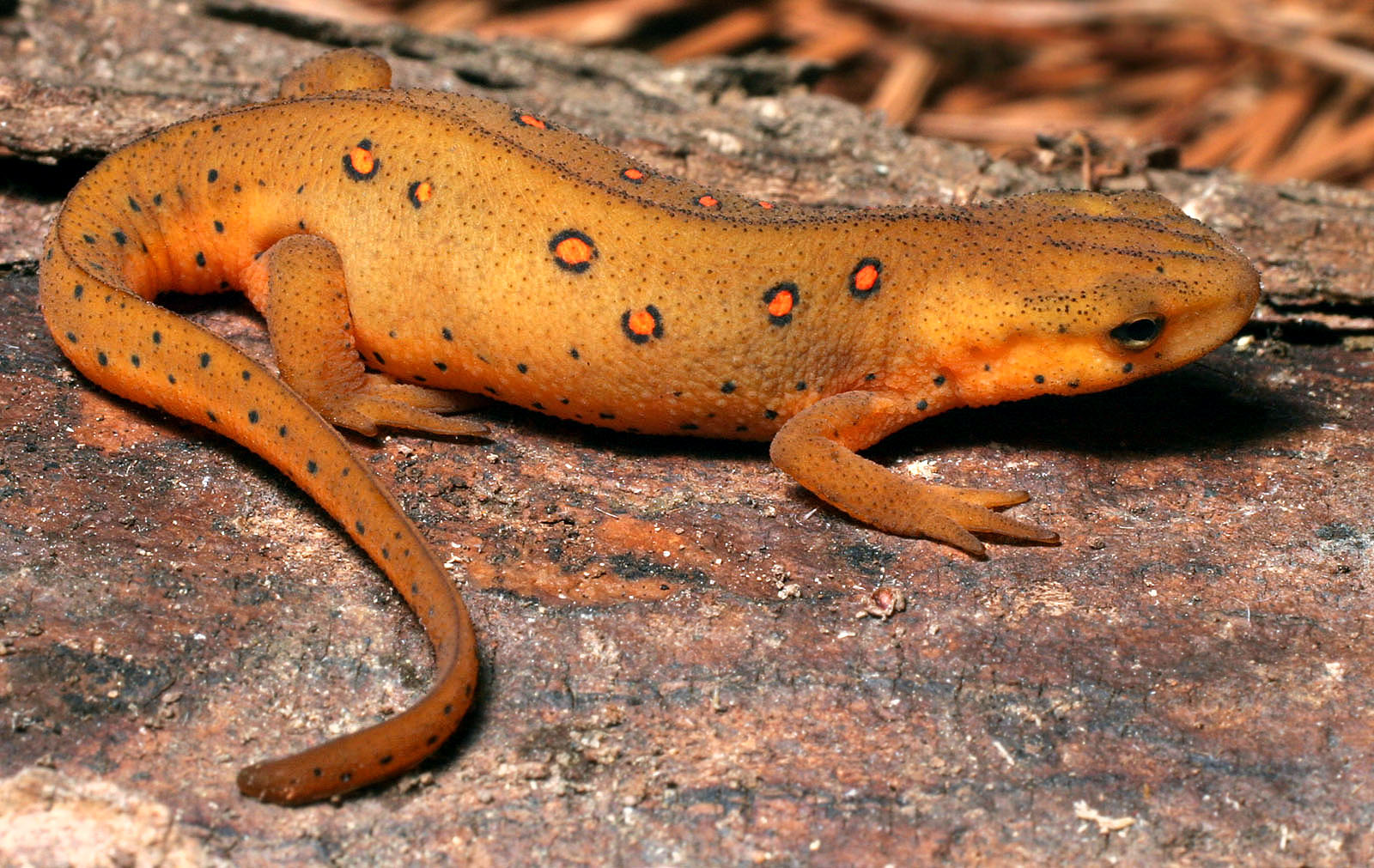
نيوط أحمر منقط في طور eft ويظهر تلون متوهج لتحذير الحيوانات المفترسة من جلده شديدة السمية

السمندلات المائية كغيرها من فئة السلمندر تتميز بجسم شبيه بأجسام الضفادع وله أربعة أطراف متساوية الطول وذيل واضح. يرقات السمندلات المائية تملك خياشيم خارجية وأسنانا حقيقية في كلا فكيها الأعلى والسفلى. يمتلك السمندل القدرة على تجديد أطرافه وأعينه وحبله الشوكي وقلبه وأمعائه وفكيه العلوي والسفلي. ومؤخرًا تم اكتشاف أن السمندل الياباني Japanese fire belly newt بإمكانه تجديد عدسة عينه 18 مرة خلال 16 سنة مع الاحتفاظ على خصائص العدسة الهيكلية والوظيفية. الخلايا في موقع الإصابة لديها القدرة على إلغاء التمايز الخلوي (بحيث تتحول لخلايا جذعية) ، ثم التكاثر بسرعة ، ثم القيام بعملية التمايز الخلوي مجددا لإنشاء طرف أو عضو جديد.